# Columbus Junction
Columbus Junction és una població dels Estats Units a l'estat d'Iowa. Segons el cens del 2000 tenia 1.900 habitants.

## Demografia
Segons el cens del 2000, Columbus Junction tenia 1.900 habitants, 691 habitatges, i 487 famílies. La densitat de població era de 339,6 habitants per km².
Dels 691 habitatges en un 37,2% hi vivien nens de menys de 18 anys, en un 55,3% hi vivien parelles casades, en un 9,3% dones solteres, i en un 29,5% no eren unitats familiars. En el 26,3% dels habitatges hi vivien persones soles l'11,7% de les quals corresponia a persones de 65 anys o més que vivien soles. El nombre mitjà de persones vivint en cada habitatge era de 2,68 i el nombre mitjà de persones que vivien en cada família era de 3,24.
Per edats la població es repartia de la següent manera: un 28,6% tenia menys de 18 anys, un 8,9% entre 18 i 24, un 28,9% entre 25 i 44, un 19,8% de 45 a 60 i un 13,7% 65 anys o més.
L'edat mediana era de 34 anys. Per cada 100 dones de 18 o més anys hi havia 91,3 homes.
La renda mediana per habitatge era de 33.167 $ i la renda mediana per família de 42.188 $. Els homes tenien una renda mediana de 27.841 $ mentre que les dones 22.566 $. La renda per capita de la població era de 16.314 $. Entorn del 9,7% de les famílies i l'11,2% de la població estaven per davall del llindar de pobresa.

## Poblacions més properes
El següent diagrama mostra les poblacions més properes.